# Прибнов-бокс
Прибнов-бокс (также известен как Прибнов-Шаллер-бокс (англ. Pribnow-Schaller box)) — специфическая нуклеотидная последовательность, обязательная для промоторного участка бактерий, с которой связывается РНК-полимераза. Последовательность нуклеотидов Прибнов-бокса — ТАТААТ — считают консенсусной последовательностью, поскольку она встречается у многих организмов с небольшими различиями. Эта последовательность названа в честь Дэвида Прибнова и Хайнца Шаллера.
Прибнов-бокс называют также −10-последовательностью, так как она располагается приблизительно на 10 пар нуклеотидов выше точки начала транскрипции.
Функции данной последовательности сходны с ТАТА-боксом, встречающимся у эукариот и архей: он распознаётся и связывается участком РНК-полимеразы во время инициации транскрипции. Она также является первой точкой, где комплементарные цепи ДНК расходятся, чтобы дать возможность начаться синтезу РНК на матрице ДНК. Это облегчается большим количеством АТ-пар, поскольку связи между аденином и тимином менее прочны, чем между гуанином и цитозином.

## Вероятность нахождения каждого нуклеотида
| T    | A    | T    | A    | A    | T    |
| ---- | ---- | ---- | ---- | ---- | ---- |
| 82 % | 89 % | 52 % | 59 % | 49 % | 89 % |